# نيكولا مينغازيني
نيكولا مينغازيني (بالإيطالية: Nicola Mingazzini)‏ (مواليد 13 أغسطس 1980 في فاينسا - إيطاليا) لاعب كرة قدم إيطالي يلعب حاليا لصالح نادي الدرجة الأولى بولونيا الإيطالي منذ 2006 في مركز الوسط المدافع .